# Santa Eugenia (Madrid)
Santa Eugenia es un barrio de la ciudad de Madrid que forma parte del Distrito de Villa de Vallecas. Se encuentra a 9 km al sureste del centro de la ciudad. Se caracteriza por la gran variedad de zonas ajardinadas que rodean sus edificios.

## Historia
En sus orígenes en 1970, el barrio fue concebido como una urbanización privada. A esta urbanización se la denominó durante muchos años Ciudad Residencial Santa Eugenia, aunque posteriormente pasó a llamarse Residencial Santa Eugenia. Se encuentra algo alejado del centro de Madrid, pero tanto en el interior del residencial como en las zonas cercanas hay muchas zonas verdes y está rodeado de campo y prados. También era conocido como "la ciudad alfombrada de verde".
El nombre de todas sus calles pertenecen a nombres de pueblos de la provincia de Burgos, debido al origen de los promotores y constructores del barrio que fue la ya desaparecida "Pistas y Obras".
La mañana del 11 de marzo del 2004 un tren de cercanías explotó en la estación que posee este barrio, cobrándose así 16 vidas.

## Accesos
Se puede llegar a través de la Carretera de Valencia (A-3), así como desde Vallecas, tanto por la calle Real de Arganda como por el Camino de Vasares que corre paralela a la vía del tren de Cercanías que la une con Villa de Vallecas (correspondencia con la línea 1 de Metro, en la estación de Sierra de Guadalupe, situada al límite) y la Estación de Santa Eugenia.

## Urbanismo
El barrio de Santa Eugenia se compone de las siguientes calles, cuyos nombres corresponden en su mayoría a pueblos de la provincia de Burgos:
- Avenida de Santa Eugenia.
- Avenida del Mediterráneo
- Calle Castrillo de Aza.
- Calle de Puentelarra.
- Calle de Zazuar.
- Calle Virgen de las Viñas.
- Calle Fuentespina.
- Calle Poza de la Sal.

El espacio comprendido entre las calles Castrillo de Aza y Fuentespina, forman un extenso bulevar verde en el cual se puede transitar de un lugar a otro sin cruzar las calles. Hay numerosos parques infantiles y zonas de descanso de uso común. Es de especial mención la "Plaza de Hacienda" donde abundan las terrazas de verano.

## Dotaciones
Colegio público Ciudad de Valencia
Instituto de enseñanza secundaria Santa Eugenia
Polideportivo Cerro de Almodóvar
Centro juvenil El Aleph, en la avenida del Mediterráneo
Centro de salud Cerro Almodóvar, en la avenida Santa Eugenia
Centro para la tercera edad
Mercados y galerías comerciales
Parques infantiles y canchas deportivas
Guarderías de educación infantil
Parroquia
Estación de Cercanías (C2,C7, C8)

## Vegetación
Para ser un barrio pequeño, sus extensos jardines favorecen la existencia de numerosas especies de árboles; se pueden encontrar hasta más de 80 especies distintas, estando representadas casi todas las más importantes de la península, si bien es cierto que muchas especies sólo cuentan con uno o muy pocos ejemplares.
Entre las coníferas podemos encontrar: cedro del Atlas y del Himalaya, ciprés común, ciprés llorón, arizónica, tuya oriental, sabina negra, abeto común, picea roja y azul, ciprés calvo, un pequeño tejo, especies exóticas como el sugi o cedro japonés y la secuoya roja; y varias especies de pinos: carrasco, piñonero, laricio, silvestre.
Asimismo también hay un buen número de especies planifolias: olmo siberiano, álamo blanco, álamo temblón, álamo negro (chopo), plátano de sombra, castaño de indias, almez oriental, abedul, roble, catalpa, tilo, liquidámbar, árbol del amor, árbol del paraíso, árbol de los farolillos, ginkgo, un nogal, numerosas especies de arces: menor, negundo, real, plateado, palmado japonés; y varias leguminosas como la acacia de Constantinopla, acacia de tres espinas, robinia o falsa acacia, sófora japonesa e incluso la exótica mimosa.
Entre los árboles frutales, podemos encontrar prunos, muy apreciados por la belleza de sus flores: ciruelo rojo, manzano, peral, melocotonero, varios cerezos y un almendro; y otras especies como: níspero, morera e higuera.
Entre los árboles planifolios de hoja perenne podemos encontrar: eucalipto, madroño, magnolio, acebo, fotinia, aligustre, olivo, laurel, laurel cerezo, pitósporo y sauce llorón.
Y para terminar, varias palmeras: palmito elevado, yuca y datilera; y algunas especies exóticas como el escobillón rojo, el tamarisco, un pequeño árbol de las pelucas y la ya mencionada mimosa.
De todas ellas las especies más numerosas posiblemente sean los pinos, los olmos y los álamos. Entre los más ornamentales y llamativos: la acacia de Constantinopla, que adorna la mediana de Castrillo de Aza con sus flores rosas; y los ciruelos rojos, que anticipan la llegada de la primavera.
A destacar como ejemplares singulares: el pequeño tejo al lado de la caseta de los jardineros; un espectacular ejemplar de arce palmado japonés junto a la plaza del Mercado, y varios ginkgos al principio de la calle Puentelarra, considerado la especie más antigua de árbol, característico por el color amarillo que adquieren sus hojas en otoño.
Mención especial merecen los espacios verdes conocidos como el parque de Santa Eugenia, entre las calles de Zazuar y avenida Santa Eugenia, con un pinar de pinos carrascos y eucaliptos; el jardín trasero de Poza de la Sal con preciosos álamos blancos; el césped colindante a la autovía A-3 con numerosos olmos; y el pinar conocido como «El Kilómetro», al otro lado de la autovía, situado en las faldas del cerro Almodóvar, de 700 metros de altitud.